# Carex monostachya
Carex monostachya är en halvgräsart som beskrevs av Achille Richard. Carex monostachya ingår i släktet starrar, och familjen halvgräs. IUCN kategoriserar arten globalt som sårbar. Inga underarter finns listade i Catalogue of Life.